# 绿野山庄
绿野山庄（英語：Country Heights）是位于马来西亚雪兰莪加影的一个城镇。这片占地480英亩的土地以前是橡胶种植园，现已改造成“马来西亚比佛利山庄”，是该国第一个有门禁和有看守的住宅社区。绿野山庄也是亿万富翁李金友在1980年代获得时任首相马哈迪·莫哈末赏识下进军房地产领域所打造的。

## 知名住户
- 马哈迪·莫哈末，1981年至2003年和2018年至2020年担任马来西亚首相，1987年购买该区一栋独立式洋房[2]
- 阿末扎希，现任马来西亚副首相，曾涉及健康思维基金会的47项贪污、洗黑钱及失信案[3]